# Scorched Earth (Zvezdna vrata SG-1)
Scorched Earth je naslov epizode znanstveno-fantastične serije Zvezdna vrata, v kateri se je, zahvaljujoč ekipi SG-1, civilizacija Enkaranov uspešno preselila na planet, na katerem so varni pred Goa'uldi. A kmalu pride do novih težav. Eno od enkaranskih vasi napade neznana vesoljska ladja. Enkaranci so prepričani, da se morajo soočiti z novim sovražnikom. Toda resnica je drugačna. Skrivnostna ladja naj bi s preobrazbo planeta pripravila teren za prihod tuje vrste Gadmeer. Procesa preobrazbe ni moč ustaviti, saj bi to pomenilo gotovo smrt za Gadmeerje.